# Valdearenas
Valdearenas ist ein Ort und eine Gemeinde (municipio) mit 91 Einwohnern (Stand: 2024) im Südwesten der Provinz Guadalajara in der Autonomen Gemeinschaft Kastilien-La Mancha.

## Lage und Klima
Valdearenas liegt in einer Höhe von ca. 965 m in der Kulturlandschaft der Alcarria. Die Entfernung zur südsüdwestlich gelegenen Provinzhauptstadt Guadalajara beträgt etwa 22 Kilometer (Fahrtstrecke). Das Klima ist gemäßigt bis warm; Regen (533 mm/Jahr) fällt übers Jahr verteilt.

## Bevölkerungsentwicklung
| Jahr      | 1970 | 1981 | 1991 | 2001 | 2011 | 2021 |
| Einwohner | 181  | 84   | 61   | 68   | 86   | 82   |

## Sehenswürdigkeiten
- Kirche Mariä Himmelfahrt
- Kirchruine Mariä Himmelfahrt

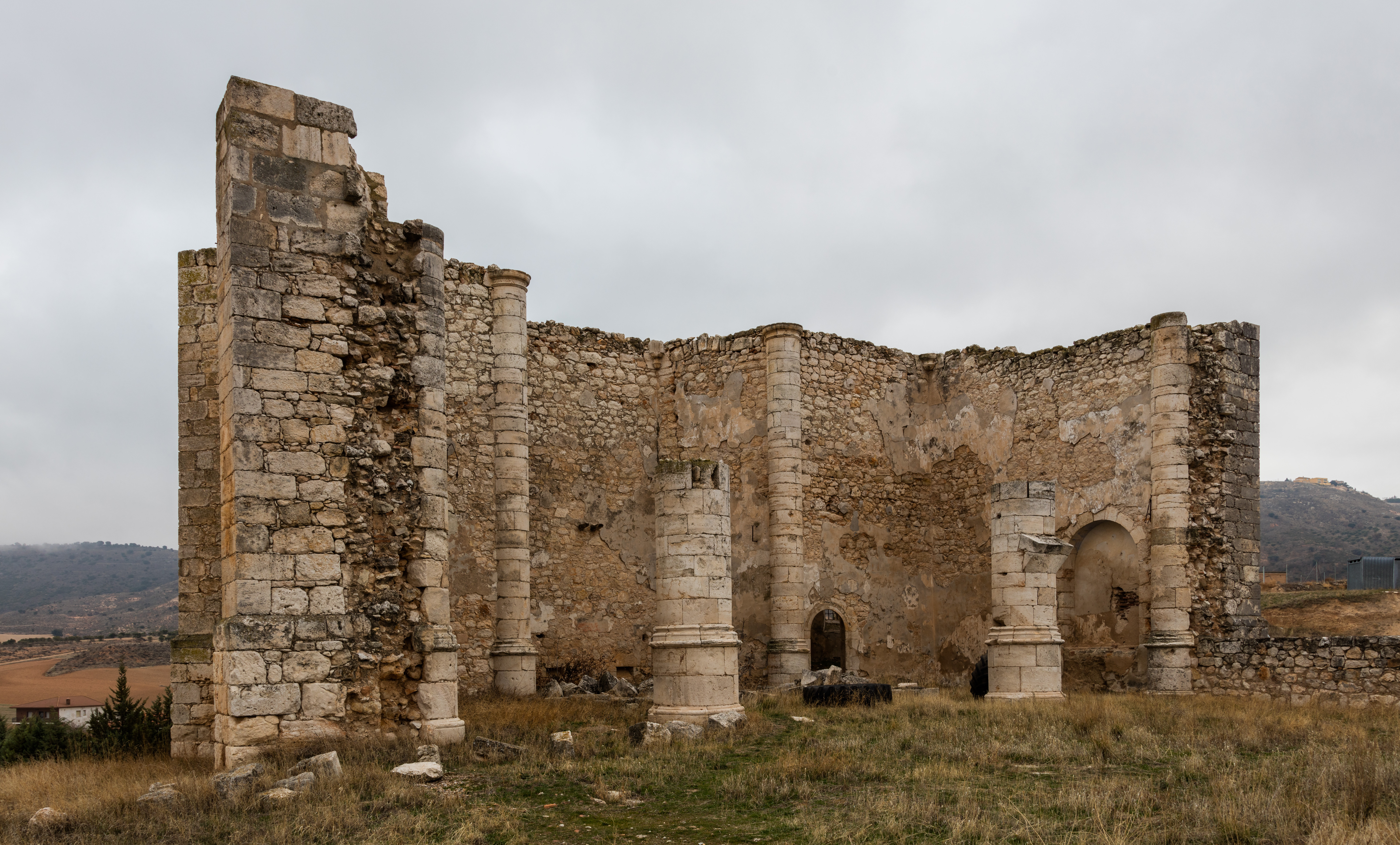
Ruine der Kirche Mariä Himmelfahrt